# High School Diploma
Das High School Diploma ist der Abschluss der secondary education schools in den USA. Man erhält es nach zwölf Schuljahren, wobei die letzten vier Jahre auf der High School ausschlaggebend sind. Das Zeugnis ist der einzige Abschluss im US-amerikanischen Schulsystem und nicht mit dem akademischen Grad Diplom-… zu verwechseln.

## Anerkennung
Trotz der vielen Unterschiede in den einzelnen Distrikten ist der Abschluss in den gesamten USA anerkannt. Er stellt aber nicht automatisch eine Studienberechtigung dar. Das hängt hauptsächlich damit zusammen, dass alle Leistungsgruppen den gleichen Abschluss machen und somit je nach besuchten Kursen keine allgemeine Leistungsaussage zu treffen ist. Dieses Problem wird in den USA durch die Anforderung von „Transcripts“ mit den Schwierigkeitsgraden und Noten (Grade Point Average, GPA) der einzelnen belegten Fächer sowie durch Einstufungstests wie zum Beispiel dem Scholastic Aptitude Test (SAT) oder dem American College Test (ACT) gelöst. Des Weiteren ist es möglich, einen GED-Test (General Educational Development) abzulegen, der zwar dem High School Diploma nicht entspricht, aber als Nachweis einer gewissen Allgemeinbildung angesehen wird.

## High School Diploma in Deutschland
Ein High School Diploma in Kombination mit SAT oder ACT Prüfungen wird nicht mehr anerkannt. Für bestimmte Fächerkombinationen wird ihm in Deutschland auch die Wertigkeit der Fachhochschulreife zuerkannt. Als Zertifizierung der allgemeinen oder fachgebundenen Hochschulreife sind maßgeblich die Wahl von mindestens zwei Fremdsprachen sowie Unterricht in naturwissenschaftlich/mathematischen und musisch/kulturellen Fächern, sogenannten studienbezogenen (Advanced Placement)  Fächern, ausschlaggebend.
An vielen High Schools in den Vereinigten Staaten wird neben dem High School Diploma wahlweise auch das anspruchsvollere International Baccalaureate angeboten, das auch in Deutschland als Nachweis der allgemeinen Hochschulreife anerkannt wird.